# Mulher de La Brea

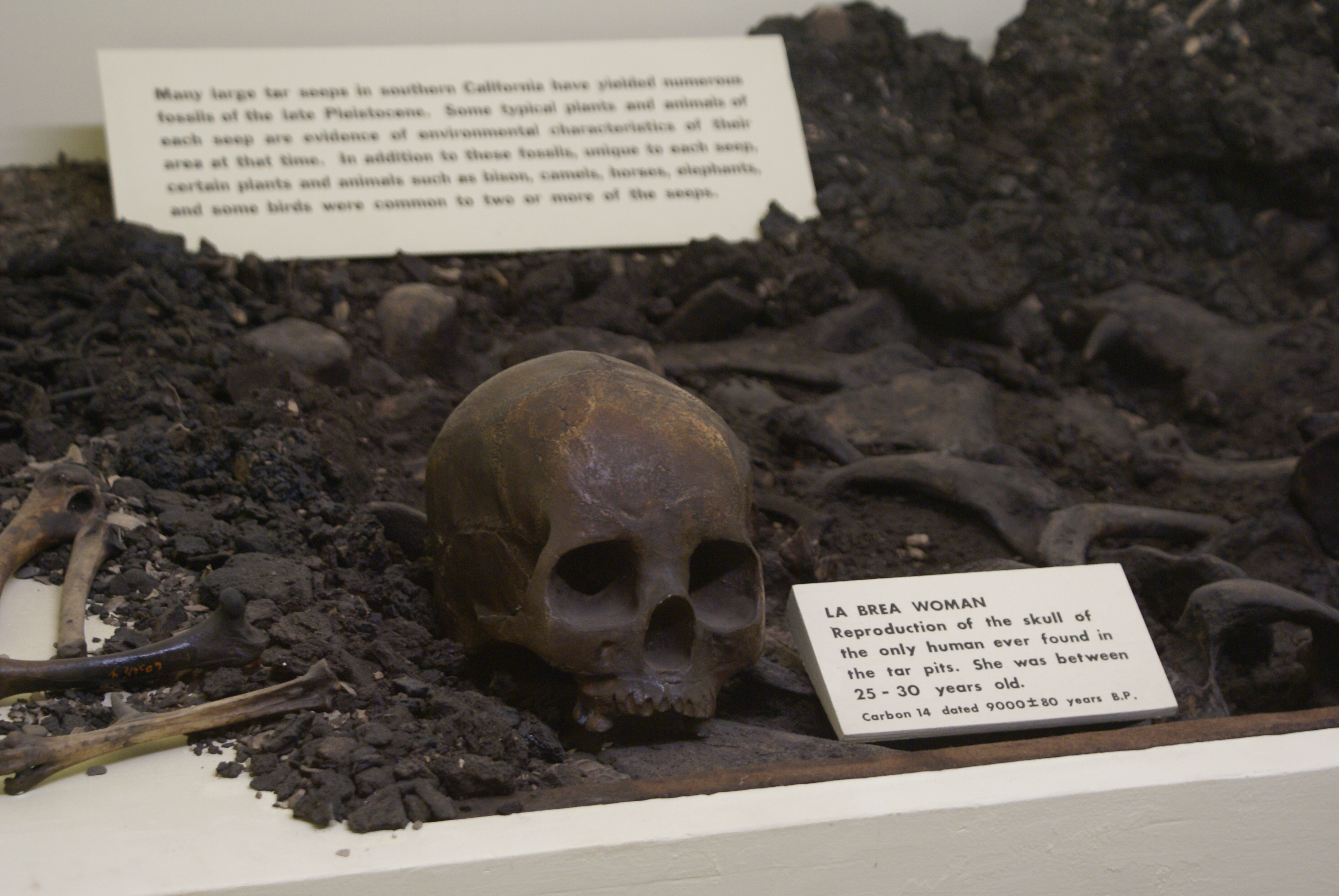
Réplica do crânio da "Mulher de La Brea" em exibição, Museu de História Natural de Santa Bárbara

Mulher de La Brea é o nome de um ser humano cujos restos mortais foram encontrados em La Brea Tar Pits em Los Angeles, Califórnia. Os restos mortais, descobertos pela primeira vez nas fossas em 1914, eram o esqueleto parcial de uma mulher. Por volta dos 18-25 anos de idade no momento da morte, ela foi datada de 10.220 - 10.250 anos de idade. Esses são os únicos restos mortais já descobertos em La Brea Tar Pits.

## Estudo arqueológico
Os pesquisadores estimam que a mulher tinha entre 18-25 anos quando morreu e uma altura de cerca de 1,5 metros. A julgar por suas amostras dentais, os cientistas sugerem que ela comeu uma dieta de farinha de pedra. Seu crânio foi fraturado, o que os pesquisadores inferem foi causado por um golpe na cabeça, que pode tê-la matado.

## Exposição ao público
Os restos mortais consistiam de um crânio, mandíbula e restos pós-cranianos, e foram recuperados da Fossa 10 nas fossas de alcatrão do Rancho La Brea.
Eles costumavam estar em exibição no Museu George C. Page, ao lado de uma modelo em tamanho real que parecia se assemelhar à mulher, mas a exposição foi removida por volta de 2004. O curador John M. Harris temia que esta exibição de vestígios históricos pudesse ofender os nativos americanos ou atrair atenção indesejada para suas origens nativas americanas, desencadeando assim uma demanda por seu retorno. De acordo com alguns pesquisadores, a forma de seu crânio indica que ela é etnicamente Chumash. No entanto, outros afirmam que essa sugestão é "sem base" e que não há informações suficientes para determinar isso com segurança.
Em 2009, a artista forense da Califórnia Melissa R. Cooper criou uma reconstrução facial baseada em seu crânio. As imagens geraram polêmica quanto à exibição, além de questões éticas sobre o motivo do museu manter a Mulher de La Brea escondida.

## Ossos de Cachorro
Ossos humanos foram encontrados associados a restos mortais de um cão doméstico e, portanto, foram interpretados como tendo sido enterrados cerimonialmente. No entanto, em 2016, foi descoberto que os restos mortais do cão tinham apenas 3.000 anos, refutando a ideia de que foi sepultado cerimonialmente com ela.